# Wilhelm Arnold Günther

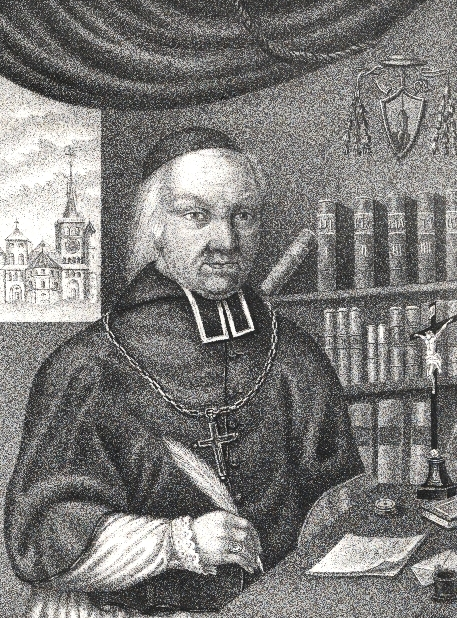
Wilhelm Arnold Günther

Wilhelm Arnold Günther OPraem (* 31. Oktober 1763 in Koblenz; † 22. August 1843 in Trier) war Stadtarchivar von Koblenz und römisch-katholischer Weihbischof in Trier.

## Leben
Wilhelm Arnold Günther entstammte einer Bäckerfamilie, war Schüler im Koblenzer Jesuitengymnasium und trat danach in die Prämonstratenserabtei Rommersdorf ein. 1783 legte er das Ordensgelübde ab und absolvierte an der alten Universität zu Köln und Universität Trier sein Studium in Theologie und Rechtswissenschaften. Seinen Schwerpunkt legte er auf das Fach der Rechtswissenschaften. Am 22. September 1787 empfing er in Trier die Priesterweihe und kehrte 1788 nach Rommersdorf, einem heutigen Stadtteil von Neuwied, zurück. In der Abtei war er als Archivar und Bibliothekar tätig und arbeitete in der Seelsorge. In den Jahren von 1797 bis zur Säkularisation im Jahr 1803 war er als Prior, Ökonom und Pastor im Prämonstratenserkloster Altenberg, welches der Abtei Rommersdorf unterstand, tätig.

## Archivar in Koblenz
Als 1805 die Auflösung der Abtei in Rommersdorf erfolgte, wechselte Günther als Privatperson nach Koblenz-Ehrenbreitstein. 1805 nahm er seine Arbeit im Archiv des Département de Rhin-et-Moselle in Koblenz auf und wurde 1814 Archivar bei der Bezirksregierung in Koblenz. Seine erste Maßnahme war 1805–1809 die gründliche Neuordnung der Archivunterlagen und Verzeichnisse im Stadtarchiv Koblenz. Hierdurch entstand ein lückenloser Zustand des Archivs, welches auch unter der französischen Herrschaft nicht an Material verlor. In dieser Stellung blieb er bis 1826 und verfasste in dieser Zeit seine Hauptwerke.

## Weihbischof in Trier
Am 18. Juni 1826 beorderte der Trierer Bischof Josef von Hommer den Stadtarchivar Günther nach Trier und ernannte ihn zum Generalvikar. Neben den ihm übertragenen Aufgaben eines Generalvikars übernahm er ebenfalls eine gründliche Schriftgutverwaltung der Diözese Trier. Sein weiterer Werdegang war am 23. August 1828 die Ernennung zum Domkapitular, darauf folgte am 23. Juni 1834 seine Ernennung zum Titularbischof von Arabia und Weihbischof in Trier. Die Universität Breslau verlieh ihm am 24. Mai 1834 den Titel eines Ehrendoktors der Theologie. Am 14. September 1834 empfing Wilhelm Arnold Günther die Bischofsweihe durch Bischof Josef von Hommer. 1835 war er Mitkonsekrator bei der Bischofsweihe des Johann Wilhelm Bausch von Limburg.
Josef von Hommer verstarb am 11. November 1836. Da die Bestätigung seines Nachfolgers Wilhelm Arnoldi durch den preußischen Staat zunächst nicht erfolgte, wurde der Weihbischof vom Domkapitel zum Kapitularvikar gewählt, dieses Amt hatte er bis 1842 inne. In seiner Amtszeit erfolgte eine Ansiedlung von Ordensgemeinschaften im Bistum Trier, die konfessionellen Streitigkeiten konnten beigelegt werden, der bischöfliche Konvikt in Trier wurde eingerichtet und der erste Elisabethverein, der 1842 von Maria Merkert gegründet worden war, nahm seine Arbeit auf. Nach dem erfolgten Amtsantritt des Bischofs Arnoldi wurde Günther am 8. August 1842 Dompropst. Seine letzte Ruhestätte erhielt er in der Pauluskapelle, der jetzigen Weihbischofskapelle, im Domkreuzgang des Trierer Doms, sein Nachfolger wurde Johann Georg Müller.

## Werke
Nach umfangreichen Erforschungen legte der Archivar Günther 1794 eine grundlegende Geschichte der Abtei Rommerskirchen vor, in der Darstellungen und Urkundensammlungen verarbeitet worden waren. Von 1805 bis 1826 war er als Archivar tätig und veröffentlichte 1813 seine „Topographische Geschichte der Stadt Coblenz von ihrem Entstehen bis zum Schluß des 18. Jahrhunderts“. Das von ihm zwischen 1822 und 1826 geschichtswissenschaftliche in sechs Bänden geschaffene Werk „Codex diplomaticus Rheno-Mosellanus“ ist ein Quellenwerk mit über 2000 Urkunden aus dem 8. bis zum 18. Jahrhundert und dient noch heute als Forschungsquelle.